# Ugo Bernasconi
Ugo Bernasconi (Buenos Aires, 21 maggio 1874 – Cantù, 2 gennaio 1960) è stato un pittore, scrittore, aforista e traduttore italiano.
Collaborò a La Voce e fu autore di libri come Precetti e pensieri giovanili del 1910 e Uomini e altri animali del 1915.

## Biografia
Dalla natia Argentina, abbandonati gli studi, si reca a Parigi nel 1899 dove frequenta lo studio del pittore Eugène Carrière, da cui riprende il tono intimistico per i suoi quadri con scene familiari e paesaggi, realizzati per lo più a monocromo nello stile dello sfumato leonardesco. Visse a Cantù a partire dal 1918, dopo la prima guerra mondiale: qui la sua produzione prende spunto dalla tradizione pittorica italiana, recuperando il gusto per il colore acceso.
Partecipa alle mostre del Novecento tra il 1926 e il 1929; dal 1931 al 1939 partecipa alla Quadriennale e nel 1942 vince il gran premio alla Biennale di Venezia. Fra le sue ultime opere: i Vangatori (1949-1950), che insieme all'Autoritratto, venne realizzata per la Collezione Verzocchi, attualmente presso la Pinacoteca Civica di Forlì.
Pubblica vari scritti, tra i quali si segnalano: Le presenti condizioni della pittura in Italia (1923), Pensieri ai pittori (1924).
Si ricorda che Ugo Bernasconi firmò il manifesto antifascista di Benedetto Croce, nel 1925.
Nel 1959 quattro sue opere (Settembre, Luci d'eclisse, Bambini in vedetta e Mamma con bambino) vengono esposte alla mostra 50 anni d'arte a Milano. Dal divisionismo ad oggi, organizzata dalla Permanente.
Le sue carte sono conservate presso la Scuola Normale di Pisa.

## Opere

### Traduzioni
- Jacques Bénigne Bossuet, Orazioni funebri, Istituto editoriale italiano, Milano, s.d.
- Joseph Joubert, Pensieri, Istituto editoriale italiano, Milano, s.d.
- François de La Rochefoucauld, Le massime e altri scritti, Istituto editoriale italiano, Milano, s.d.
- Blaise Pascal, Pensieri, Istituto editoriale italiano, Milano, s.d.
- Antoine François Prévost, Storia di Manon Lescaut e del cavaliere Des Grieux, Istituto editoriale italiano, Milano, s.d.
- Luc de Clapiers de Vauvenargues, Riflessioni e massime, Istituto editoriale italiano, Milano, s.d.